# Afet İnan

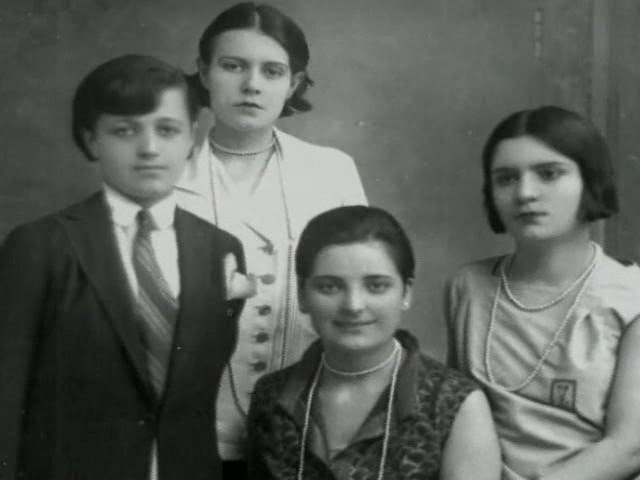
Afet (al centre, davant) amb les seves germanes adoptives Rukiye, Sabiha (la primera turca aviadora de guerra) i Zehra, totes noies que Atatürk va fer estudiar en les millores condiciones. Afet va estudiar a Ginebra.

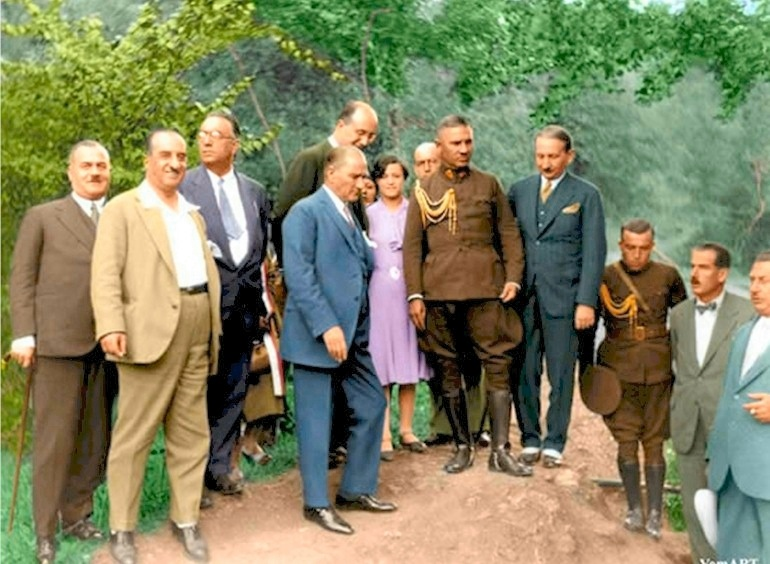
Afet İnan amb Atatürk i altres pares de la República Turca.

Afet İnan (Selanik, Imperi Otomà, 30 de novembre de 1908 - Ankara, 8 de juny de 1985) fou una acadèmica i escriptora turca, filla adoptiva de Mustafa Kemal Atatürk. Nascuda en temps otomans, Afet İnan va ser una de les primeres dones historiadores de la Turquia republicana, i també una de les fundadores de l'Associació turca d'Història el 1930. Descobrí el mapa d'Amèrica de Piri Reis. Té diversos llibres sobre la Revolució, la cultura i la història turques.

## Obres en turc
- Türk Tarihinin Ana Hatları (Línies generales de la història turca, 1930),
- Türkiye Halkının Antropolojik Karakterleri ve Türkiye Tarihi (Les característiques antropològiques del poble turc i la història de Turquia, 1947),
- Atatürk Hakkında Hatıralar ve Belgeler (Memòries i documents sobre Atatürk, 1950)
- Eski Mısır Tarih ve Medeniyeti (La Història i civilització de l'Egipte Antic, 1956)
- Medeni Bilgiler ve M. Kemal Atatürk'ün El Yazıları (Informació cívica i els manuscrits de M. Kemal Atatürk, 1968),